# Seiner (Schiffstyp)

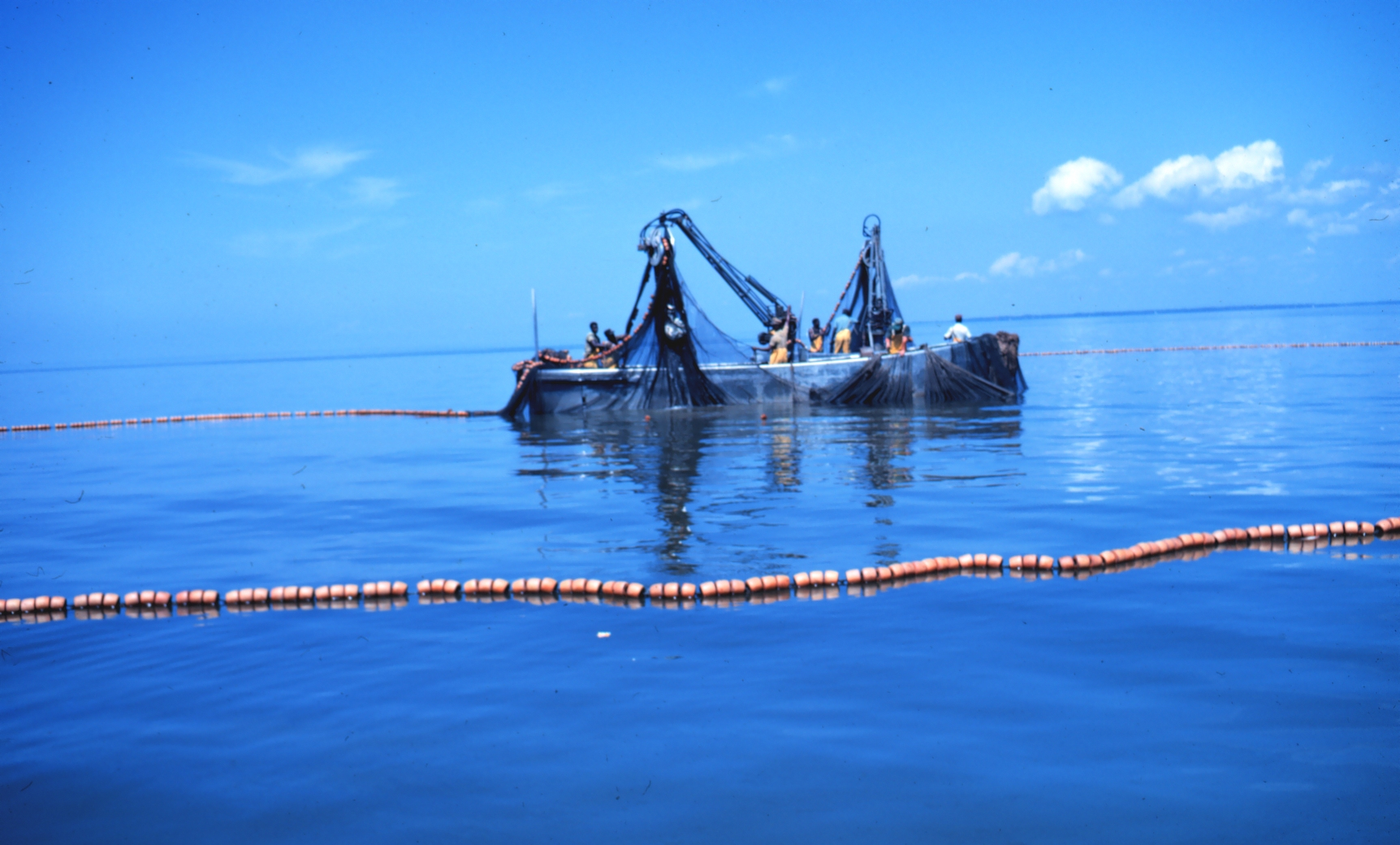
Seiner beim Auslegen eines Ringwadennetzes

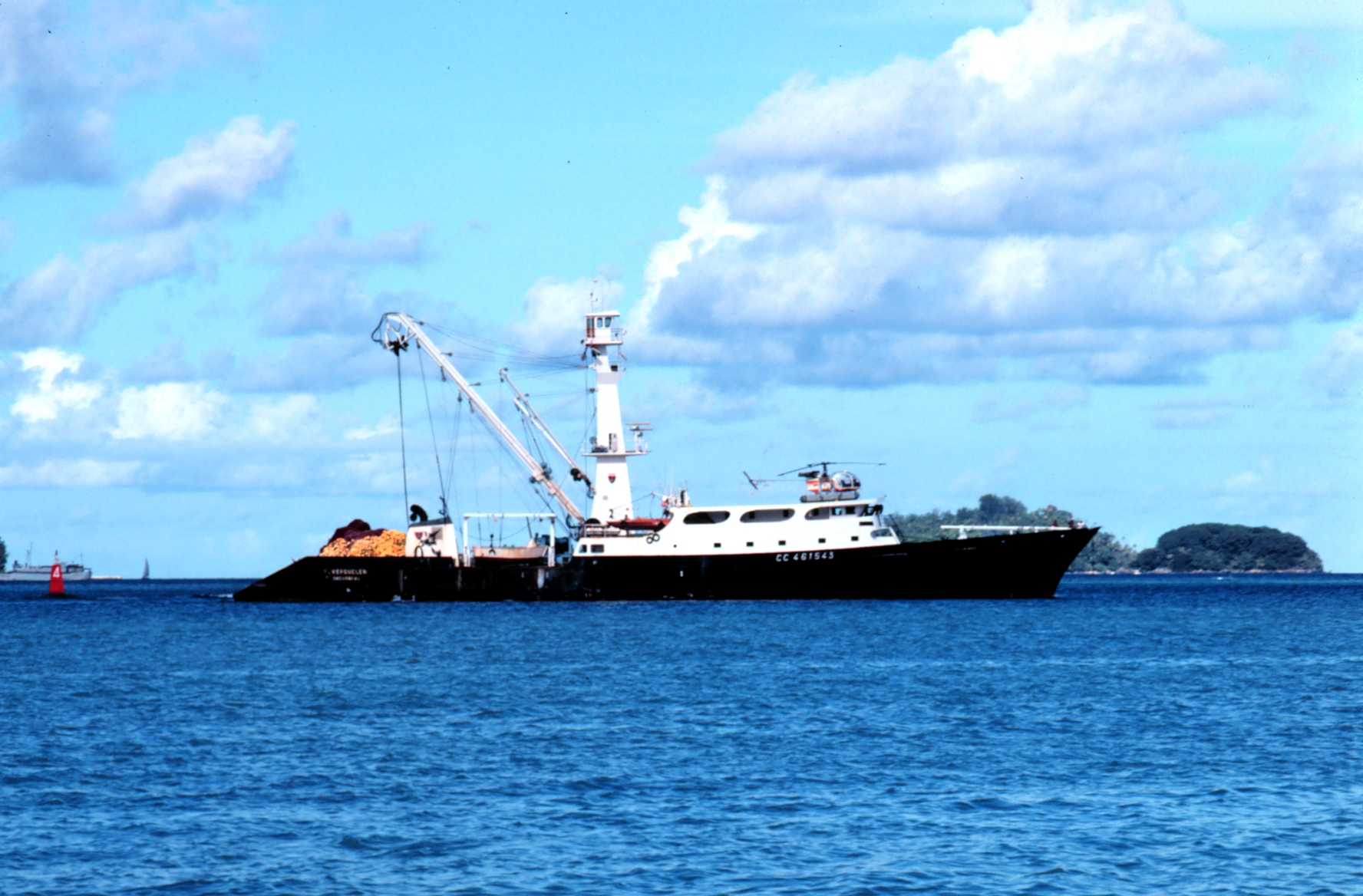
Französischer Seiner zum Thunfischfang mit entsprechenden Aufbauten und einem Helikopter an Bord

Als Seiner oder Seinerboot werden Wasserfahrzeuge für die Ringwadenfischerei bezeichnet, die Umschließungsnetze oder Waden zum Fischfang einsetzen. Die Größe der Fischereifahrzeuge ist variabel, von kleinen offenen Booten bis hin zu großen hochseegängigen Schiffen. Im Englischen gibt es den Begriff seiner (von engl.: seine, deutsch: „Ringwade“) oder seiner boat ebenfalls, im Französischen wird von senneur gesprochen.
Die Seiner dienen hauptsächlich zum Fang oberflächennaher Schwärme von Fischen wie dem Thunfisch. Dazu werden Ortungsgeräte und oft auch Helikopter eingesetzt.